# Route nationale 810
Die Route nationale 810, kurz N 810 oder RN 810, war eine französische Nationalstraße, die 1933 zwischen der Route nationale 13 östlich von Lisieux und Goderville festgelegt wurde. 1959 wurde ihr Streckenverlauf über der neu in Betrieb genommene Pont de Tancarville verlegt. 1973 wurde die Route nationale 810 abgestuft und der Pont de Tancarville in die Route nationale 182 umgewidmet.